# Bobovoje
Bobovoje (ukránul: Бобове) falu Ukrajnában, Kárpátalján, a Técsői járásban.

## Fekvése
Técsőtől északra, Uglyától délkeletre fekvő település.

## Népesség
Bobojovénak a 2001-es népszámlálás adatai szerint 198 lakosa volt, ebből 196 ruszin, 2 ukrán.